# ファミコン互換機
ファミコン互換機（ファミコンごかんき）は、任天堂から発売された『ファミリーコンピュータ』（以下「ファミコン・FC」）、およびNintendo Entertainment System（以下「NES」）の互換機である。
ここでは、主に任天堂非公認の製品について記述する。

## 概要
互換機には、任天堂のライセンスを受けた正式な商品と、ライセンスを受けない非公式な商品がある。
非公式のファミコン互換機は1990年ごろから登場している。特に南アメリカ・南アフリカ・旧ソ連諸国など、任天堂から正規品が発売されなかった地域では、互換機が手軽にファミコンソフトで遊べる唯一の手段となっていた。2003年に任天堂がファミコンの生産を打ち切り、ファミコンに関する特許権も消滅したため、現在は各メーカーが様々なファミコン互換機を生産しており、日本国内でも多数流通している。

## ライセンス
ライセンス製品
任天堂から正式なライセンスを受けた製品としては、シャープの製品のみ。また、「ファミコン」の名称は、シャープの商標であった関係により、ライセンス契約が締結した経緯がある。
詳細は ファミコンテレビC1・ツインファミコン・編集ファミコン の項目を参照
ノンライセンス製品
現在では、ファミコンの特許権は消滅していることから互換機の製造・販売は、法的な問題はないと主張されているが、実際に司法判断が示された例はない。

## 互換性の問題

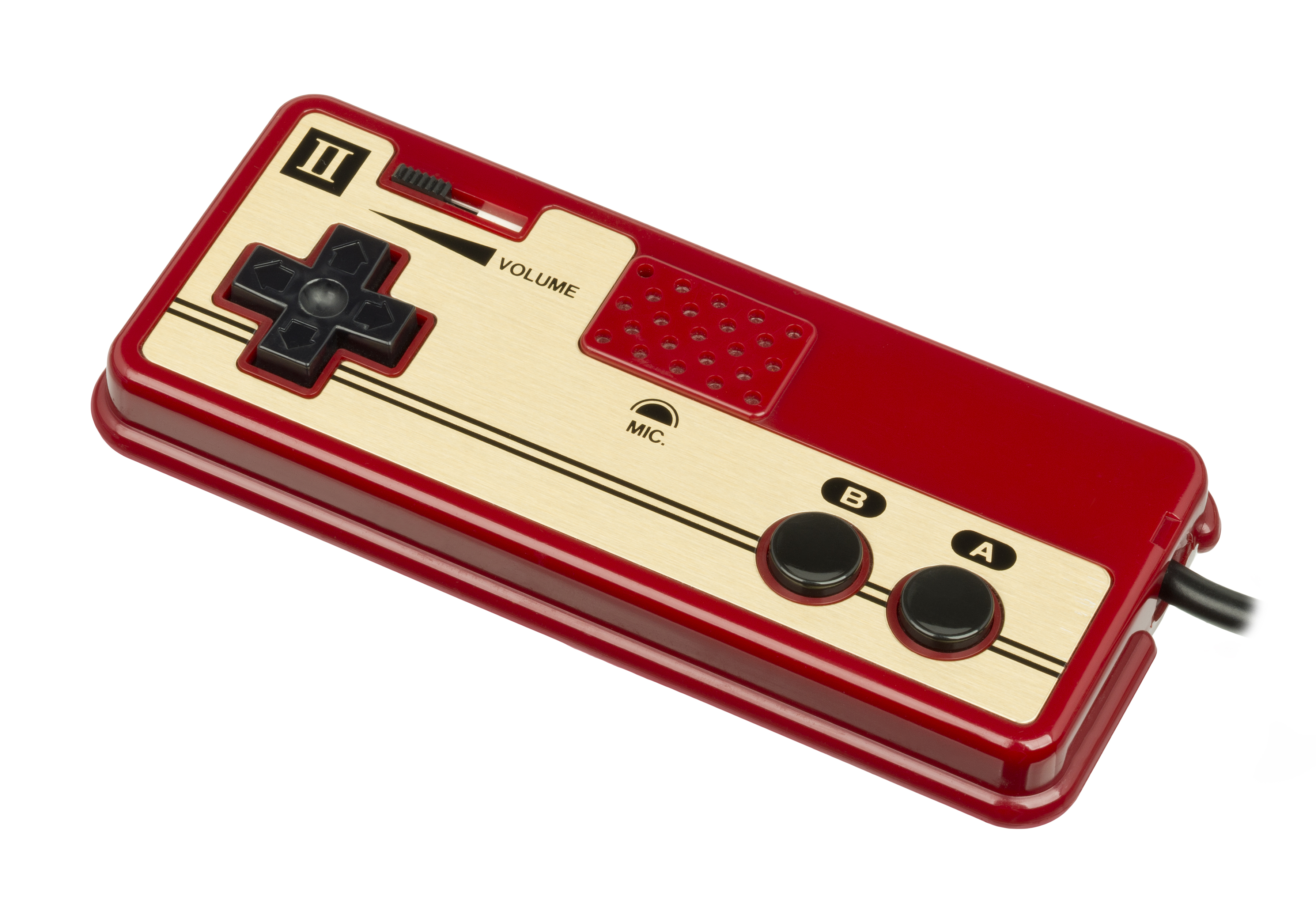
ディスクシステムは接続出来ても純正にあったマイク機能は利用出来ない。

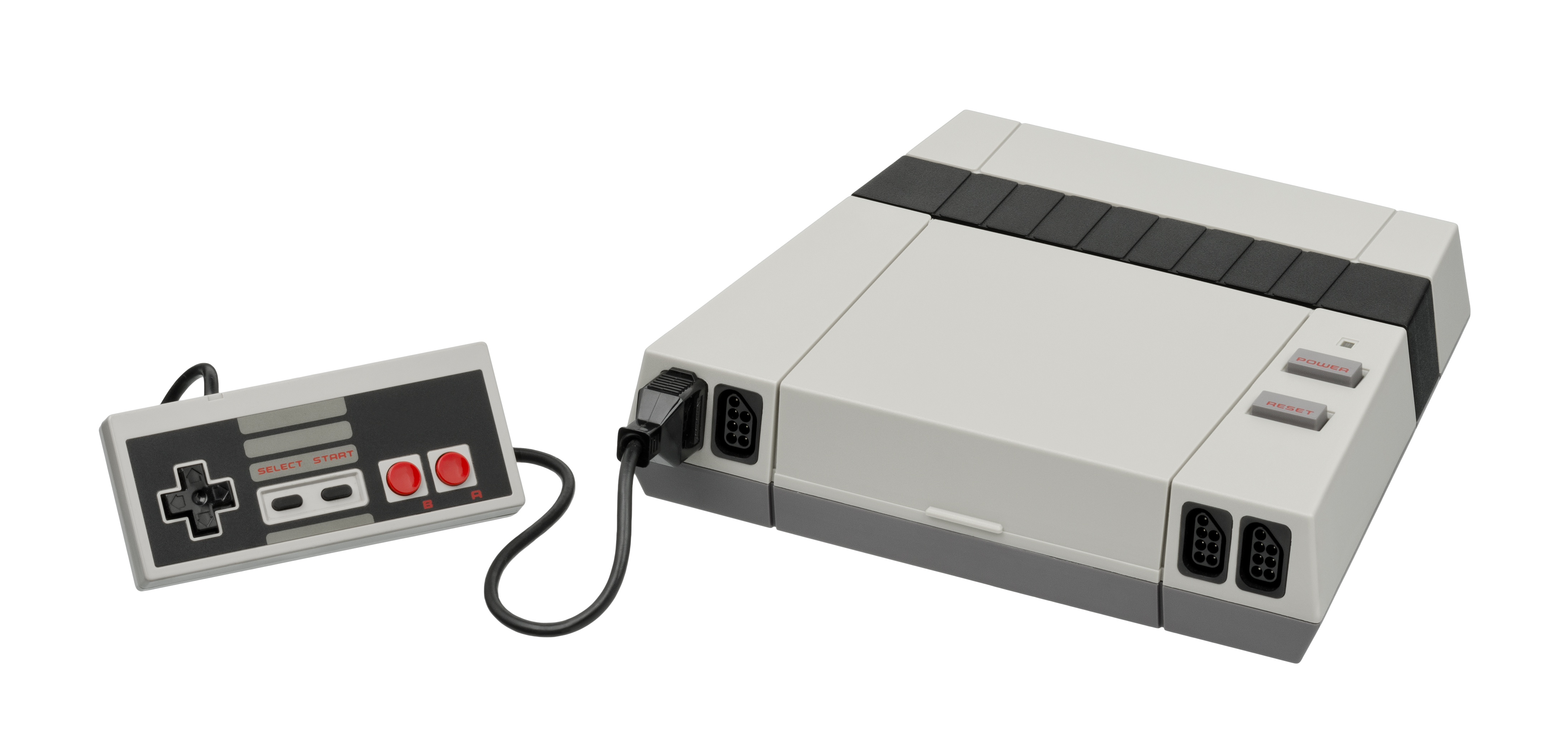
コネクターがNES用の機種の一例

- 機種によっては、一部のソフト（特に中期以降のソフトや、特殊チップを搭載したもの）が正常に動作しない。
  - ライセンス商品であるシャープのファミコンテレビC1においても、一部動作しない（ファミコンが起動しない）ソフトがあり、そのソフトの説明書などにおいて「このソフトはファミコンテレビC1では遊べません。」という注意書きがみられた。この原因は主に、C1がカセット端子の特定のピンを装着の判断に使用しており、このピンが拡張音源などで使用されていると電気的にカセット未装着と判断されてしまうためである。
- 拡張音源が鳴らないなど、カートリッジに内蔵された特殊機能に対応しない機種がある。
- サウンドのデューティ比の対応が純正機とは入れ替わっており、ほぼすべてのサウンドが異なる音色で再生される機種がある。（特定の互換ICの設計ミスと思われ、複数の機種で散見される）
- ほとんどの機種は15ピンジョイスティック端子を備えないため、周辺機器が使用できない。光線銃に関しては海外の NES で普及していたこともあり、専用のものが用意されている機種もある。
- ほとんどの互換機はIIコントローラ側のマイクを搭載しないが、IIコントローラーの下とAボタンを押すことで代用ができるものがある。（ニューファミコンと同様）
  - 『バンゲリング ベイ』、『スターラスター』、『ゼルダの伝説』、『ドラえもん』、『光神話 パルテナの鏡』などIIコントローラのマイクを使用することで特殊な効果があるゲームが存在する。
  - 『たけしの挑戦状』はマイクを使用した「カラオケイベント」や「トリック」が仕掛けられておりクリアには必須であるが、元々ソフト側でIIコントローラの下とAボタンでマイク入力状態になる隠し操作（一度入力すれば二度目以降はAボタンを押すだけで入力可能）が搭載されており、マイク機能がない互換機でもクリア可能である。

- コネクターがNES用の機種も存在する。
  - 海外向けの製品を流用した製品に見られる。機種によっては変換アダプターが搭載されている場合もある。

## 特徴

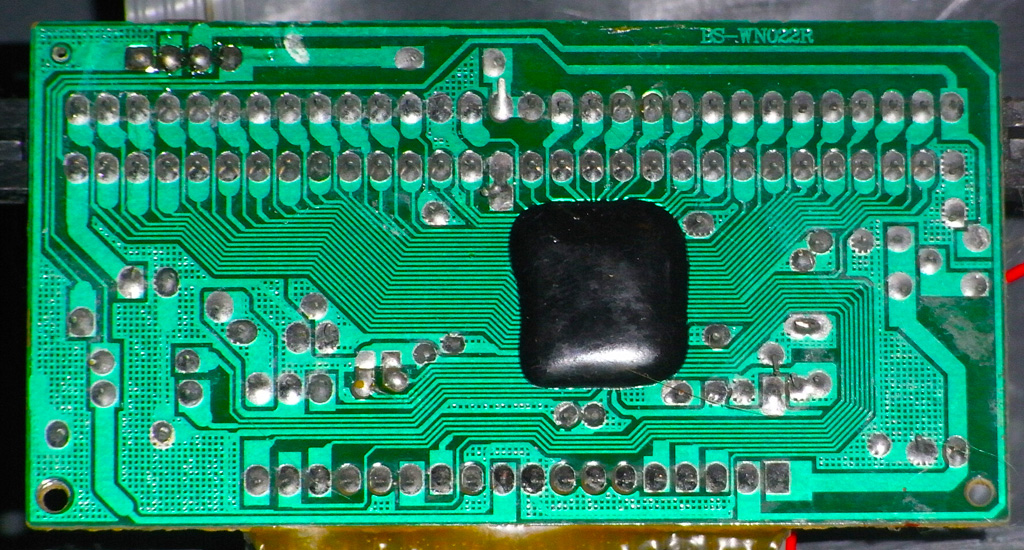
ファミコン互換機の
メイン基板

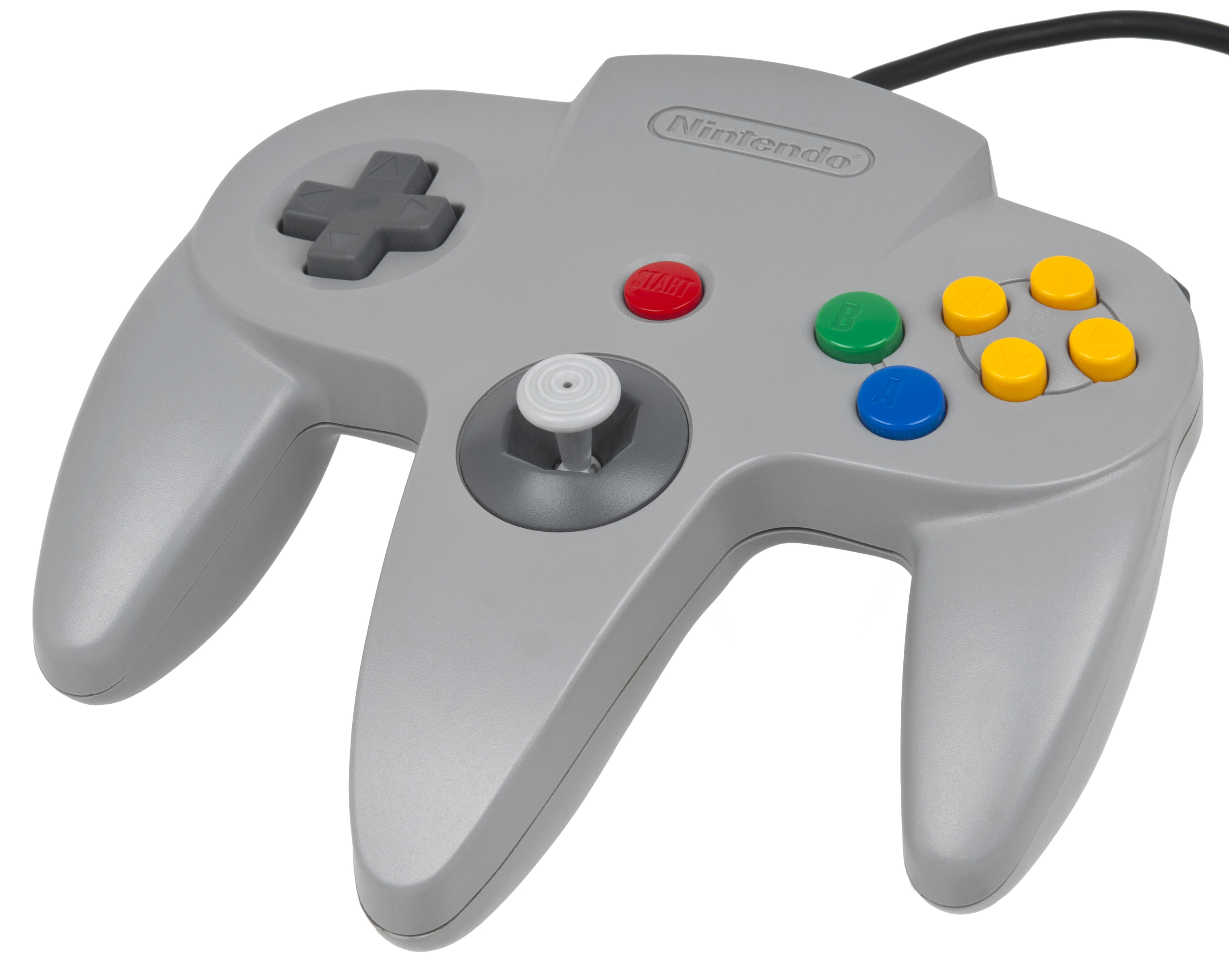
NINTENDO 64の
コントローラを模した
ファミコン互換機もある。

発売されたノンライセンスの互換機およびメーカーは多岐にわたるが、ファミコン互換機能のコアとなる互換ICは、多くの場合互換機間で共通のものが使われている。これらの互換ICは、集積技術の発達により 2 - 3cm 程度の小さな1つのICにファミコン相当の機能（CPU やPPU、メモリなど）が収まるほど小型化されている。また、多くの製品は、ニューファミコンのようにAV仕様の本体である。
ファミコン互換機は、ただファミコンのソフトが遊べるだけでなく、以下のような特徴的な機種も多く存在する。
- 液晶モニターを内蔵し、乾電池で動作するポータブル型
- 1台でスーパーファミコンなど他機種のソフトにも対応
- 汎用のチップを搭載しエミュレータを使用してファミコンの動作を再現するもの
- SDメモリーカードなどにゲームを複数保存して切り替えて遊べるもの
- 小さな基板のみが提供され、外装は自前で用意する自作前提のキット
- 純正のファミコン、プレイステーション、Wii など既存のゲーム機のデザインを模したもの[1]
  - ゲームコントローラも（ファミコン、スーパーファミコン、プレイステーション、Wiiなど）酷似したものがある。
- 内蔵ソフトを複数搭載（しかし、その多くは初期の市販ソフトを無断でコピーし、著作権表示やタイトル、キャラクターなどを書き換えて『X in 1』の形態で収録したものである）

## 製品
製品としては、主に以下のものがあるが、無名メーカー（中国製など）製品のものが多数存在する。
- ふぁみ魂家郎（ゲームメイト）
- ネオファミ（ゲームテック）
- ファミレータ（サイバーガジェット）
- CYBER レトロフリーク（サイバーガジェット） - FC・SFCを含めた15種類のハードウェアの互換機。
- ファミリンクス（リンクスプロダクツ）
- スーパーニコファミ（リンクスプロダクツ） - FC・SFC互換機。
- RetroN（英語版）（Hyperkin（英語版））
- えふしーこんぱぁちぶる
- VISION
- FXTECH
- ファミパチ21
- FC HOME 88
- FCモバイル2
- ファミ・コンフォート
- ファミ・コンパーチブル
- ポリーステーション
- FC X2 - FC・SFC互換機。
- ゲームカセットコンピューター NEXT - 本体にゲーム内蔵カセットが付随。コントローラがPSのものと酷似し、A・Bボタンが合わせて4つある。
- en:Analogue Nt
- en:Analogue Nt mini
- GAME AXE
- デンディ

この他、小型の筐体に液晶画面を付けポータブル化したもの（ポケファミなど）や、ファミバンス（サイバーガジェット）のようにゲームボーイアドバンスやニンテンドーDSのスロット2に互換機を差し込んでファミコンのソフトを動かせるものもある。